# Enarganthe octonaria
Enarganthe octonaria är en isörtsväxtart som först beskrevs av L. Bol., och fick sitt nu gällande namn av Nicholas Edward Brown. Enarganthe octonaria ingår i släktet Enarganthe och familjen isörtsväxter. Inga underarter finns listade i Catalogue of Life.